# D-Wave Two
É o segundo computador quântico disponível comercialmente lançado pela empresa canadense D-Wave Systems em 2013 e que usa uma matriz de 512 qubits. Cada qubit é um processador pequeno que explora os efeitos da mecânica quântica.
Lembrando que o D-Wave Two recebeu alguns questionamentos sobre seu funcionamento e se realmente poderia se considerar um computador quântico.